# Richardiodes
Richardiodes är ett släkte av tvåvingar. Richardiodes ingår i familjen Richardiidae.
Kladogram enligt Catalogue of Life:
| Richardiodes | \| \| Richardiodes rectinervis \| \| \| \| \| \| Richardiodes trimaculata \| \| \| \| |
|              | \| \| Richardiodes rectinervis \| \| \| \| \| \| Richardiodes trimaculata \| \| \| \| |
|              | Richardiodes rectinervis                                                              |
|              |                                                                                       |
|              | Richardiodes trimaculata                                                              |
|              |                                                                                       |